# MTS Oceanos
O MTS Oceanos foi um navio de cruzeiro construído na França e de propriedade grega que afundou em 1991, quando sofreu uma inundação descontrolada. Seu capitão, é Yiannis Avranas, e durante o naufrágio, alguns tripulantes foram condenados por negligência por fugirem do navio sem ajudar os passageiros, que foram posteriormente resgatados graças aos esforços dos animadores do navio, que fizeram uma transmissão de socorro, lançaram botes salva-vidas e ajudaram a África do Sul. Os fuzileiros navais pousam no navio de helicópteros navais. Todos os 571 passageiros e tripulantes sobreviveram, não houve vitimas fatais.
A empresa do Oceanos, a Epirotiki Lines, havia perdido dois outros navios nos três anos anteriores ao naufrágio: o carro-chefe da empresa, o MS Pegasus, apenas dois meses antes, e o MV Júpiter em 1961, três anos antes.

## História
O MTS Oceanos foi lançado em julho de 1952 pela empresa Forges et Chantiers de la Gironde em Bordeaux, na França, como MTS Jean Laborde, o último dos quatro navios irmãos construídos para a Messageries Maritimes . Os navios foram utilizados no serviço Marselha – Madagascar – Maurício . Jean Laborde passou por muitos proprietários diferentes e mudanças de nome ( MTS Jean Laborde, MTS Mykinai, MTS Ancona, MTS Eastern Princess ) nas décadas seguintes. Em 1976, foi adquirida pela Epirotiki Lines da Grécia e registada com o nome de MTS Oceanos .
Oceanos foi brevemente apresentado no filme Sky High de 1985 e com outro navio Epirotiki, Apollon XI, no filme Hardbodies 2 de 1986.

### Viagem final
Sob fretamento da TFC Tours, O Oceanos inicialmente estava atrasado por uma ameaça de bomba –partiu de East London, África do Sul, em 3 de agosto de 1991, e rumou para Durban, na África do Sul. O capitão Yiannis Avranas (nascido em 1940) era um oficial há 20 anos e marinheiro há 30 anos. O Oceanos dirigiu-se para ventos de 40 nós e 9 m (30 ft) incha . Normalmente, haveria uma festa de “navegação” no convés na parte de trás do navio. No entanto, o mar agitado juntamente com uma tempestade, fez com que a festa fosse realizada no interior do salão Four Seasons (em português: Quatro estações); a maioria dos passageiros optou por ficar em suas cabines.
Ao tentar recuperar o tempo perdido, O Oceanos encontrou mar agitado, conhecido também como vagalhões. A tempestade piorou à medida que a noite avançava e quando foi servida a primeira sessão do jantar do navio, os garçons mal conseguiam carregar as bandejas de comida sem deixar cair alguma coisa.

#### Inundações
Os reparos anteriores no sistema de eliminação de resíduos do navio, ainda não estavam sendo concluídos, e o que significava que um tubo de ventilação vital que passava pelas anteparas traseiras, estanques e as válvulas de retenção que ainda não foram substituídos. Acredita-se que depois de uma série de ondas perigosas atingirem o navio, o revestimento do tubo do casco acabou se rompendo e começou a encher os compartimentos do navio com água do mar. Por volta das 9h30 pm, ouviu-se uma explosão abafada e Oceanos perdeu energia, e o navio estava à deriva sobre as ondas. O navio começou a entrar na água, inundando rapidamente a casa de máquinas. 
Assim que os motores pararam, o navio capotou a tal ponto que no salão, onde os passageiros se reuniam, louças e talheres começaram a escorregar das mesas e vasos de plantas caíram.
Nenhum alarme ou anúncio foi dado de que o navio estava com problemas; com outros artistas que trabalhavam no cruzeiro, Moss Hills, um músico do Zimbábue e ex-membro do Four Jacks e uma Jill que estava se apresentando com sua esposa Tracy no lounge, explorou o convés inferior, descobriu que Oceanos parecia estar afundando, e foram informado pela diretora do cruzeiro, Lorraine Betts, que o capitão havia dado ordem de abandono do navio e alguns tripulantes já haviam partido em um bote salva-vidas. Eles começaram a lançar os botes salva-vidas restantes, com até 90 pessoas em cada, mas não conseguiram ligar os motores.  Quando a piora da inclinação do navio para estibordo tornou inseguro continuar, Hills e vários passageiros foram até a ponte em busca da tripulação, mas encontraram-na não tripulada.  Eles usaram o rádio para transmitir um pedido de socorro até que Moss recebeu uma resposta.

#### Esforços de resgate
Dois pequenos navios nas proximidades foram os primeiros a chegar ao local e forneceram as coordenadas do navio às autoridades sul-africanas. Helicópteros de resgate começaram a chegar três horas depois e transportaram os passageiros e a tripulação restante para um local seguro, com Hills continuando encarregado da evacuação ordenada. Treze dos dezesseis helicópteros eram Pumas da Força Aérea Sul-Africana, nove dos quais içaram 225 passageiros do convés. Eles foram auxiliados pelos botes salva-vidas do cargueiro holandês Ndlloyd Mauritius, que havia respondido ao pedido de socorro. Um bote inflável teve que ser lançado para resgatar alguns passageiros que entraram em pânico e pularam na água.
A proa do Oceanos aproximadamente 45 minutos depois que a última pessoa foi retirada do convés. Os minutos finais de seu naufrágio foram capturados em vídeo e transmitidos pela ABC News . Todas as 581 pessoas a bordo foram salvas. O gerente de entretenimento Robin Boltman foi responsável por reunir os passageiros no lounge e tocar música para acalmá-los. Entre os artistas a bordo estava o artista de cabaré sul-africano, Alvon Collison, que mais tarde relatou ter começado a cantar um repertório improvisado enquanto o navio afundava, em um esforço para manter o ânimo dos passageiros. Em seu estilo característico, ele conseguiu inserir um momento cômico em sua narrativa dos acontecimentos tumultuados, dizendo aos repórteres que havia começado a cantar " Bye Bye Miss American Pie ", quando de repente percebeu que a próxima linha seria "This' 'll be the day that I die'" e rapidamente mudou para outra música.
Hills disse mais tarde que ao procurar o capitão Avranas, ele o descobriu fumando na cauda e disse: "Acho que ele estava em um estado de choque profundo, profundo". Hills supostamente resgatou o cachorro de Avranas e libertou seu canário. Um mergulhador da Marinha sul-africana testemunhou que o capitão insistiu em ser levado para terra pelo primeiro helicóptero. Boltman disse a um jornal: “Mais tarde pela manhã, o capitão Avarnasi ( sic ) até me contatou da costa para perguntar como estavam as coisas”.

### Consequências
O capitão Avranas recebeu ampla cobertura da mídia como exemplo de comportamento pouco profissional durante o comando. Ele afirmou que primeiro deixou o navio para organizar um esforço de resgate e depois supervisionou o resgate de um helicóptero porque "as baterias dos walkie-talkies da tripulação haviam acabado, o que significa que ele não tinha comunicação com sua tripulação ou com outras embarcações de resgate ". Ele foi citado logo após o naufrágio dizendo: "Quando eu ordeno abandonar o navio, não importa a que horas eu saio. O abandono é para todos. Se algumas pessoas gostam de ficar, elas podem ficar." Em 1992, ele e cinco outros oficiais foram condenados por negligência por uma comissão de inquérito grega por fugirem do navio sem ajudar os passageiros.
Dateline NBC exibiu um documentário sobre o incidente em 23 de maio de 2010. O naufrágio é tema de uma música chamada "Oceanos" da banda de rock celta Coast . Também foi discutido num episódio da Nova de 18 de abril de 2012, intitulado “Por que os navios afundam”, que se concentrou principalmente no acidente do Costa Concordia (cujo comandante também fugiu enquanto os passageiros ainda estavam a bordo). Hills foi entrevistado no especial e contou que alguns anos depois estava a bordo quando o MS Achille Lauro do Star Lauro afundou. </link> O resgate apresentado no episódio 4 de Shockwave, exibido pela primeira vez em 21 de dezembro de 2007. O programa de rádio e podcast Snap Judgment da NPR apresentou um relato do naufrágio de Moss Hills. O programa Extreme Weather: The Survivors apresentou um segmento sobre o naufrágio. Em 2022, Hills que mais tarde se tornou diretor de cruzeiros, e foi entrevistado por Jane Garvey para a série Life Changing da BBC Radio 4 .
O local do naufrágio do Oceanos encontra-se a uma profundidade entre 92 m (302 ft) e 97 m (318 ft), cerca de 5 km (2.7 nmi; 3.1 mi) offshore. Mergulhadores já a visitaram, mas fortes correntes dificultam o mergulho. Fotografias tiradas em 2002 mostram que a seção da ponte desabou.